# جبهة الشرق الأقصى
جبهة الشرق الأقصى (بالروسية: Дальневосточный фронт) كانت جبهة للجيش الأحمر خلال الحرب العالمية الثانية. 

## تاريخ
تم إنشاء جبهة الشرق الأقصى في 28 يونيو 1938 من جيش الشرق الأقصى الخاص ضمن المنطقة العسكرية في الشرق الأقصى. وشملت جيش الراية الحمراء الأول وجيش الراية الحمراء الثاني. في عام 1938، اشتبكت قوات الجبهة - فرقة البنادق السوفيتية رقم 32 من فيلق البنادق رقم 39 - مع قوات مانشوكو اليابانية في معركة بحيرة خاسان.

## القوات
عشية غزو ألمانيا للاتحاد السوفييتي، كانت الجبهة تتألف من: 
- جيش الراية الحمراء الأول
  - فيلق البنادق السادس والعشرون
    - فرقة البنادق الحادية والعشرون
    - فرقة البنادق الثانية والعشرون
    - فرقة البنادق السادسة والعشرون

  - فيلق البنادق التاسع والخمسون
    - فرقة البنادق التاسعة والثلاثون
    - فرقة البنادق التاسعة والخمسون

  - ألوية البنادق الأولى والرابعة والخامسة
  - فرقة الفرسان الثامنة
- جيش الراية الحمراء الثاني
  - فرقة البنادق الثالثة
  - فرقة بنادق أمورسكايا الثانية عشرة
  - فرقة الدبابات التاسعة والخمسون
  - فرقة الميكانيكا التاسعة والستين
- الجيش الخامس عشر
  - فيلق البنادق الثامن عشر
    - فرقة البنادق الرابعة والثلاثون
    - لواء المحمول جوًا رقم 202
- الجيش الخامس والعشرون
  - فيلق البنادق التاسع والثلاثون
    - فرقة البنادق الثانية والثلاثون
    - فرقة البنادق الأربعون
    - فرقة البنادق الثانية والتسعون
- فيلق البنادق الخاص
  - فرقة البنادق التاسعة والسبعون
  - فرقة البنادق الجبلية رقم 101
- فرقة البنادق رقم 35
- فرقة البنادق رقم 66
- فرقة البنادق رقم 78

## الحرب ضد اليابان
في 5 أغسطس 1945، قُسمت الجبهة وأُعيد تنظيمها لتصبح الجبهة الأولى للشرق الأقصى والجبهة الثانية للشرق الأقصى:
جبهة الشرق الأقصى الثانية، تحت قيادة الجنرال ماكسيم بوركايف (وتركزت في شرق مانشوكو)، بما في ذلك:
- جيش الراية الحمراء الثاني.
- الجيش الخامس عشر.
- الجيش السادس عشر.
- الجيش الجوي العاشر.

جبهة الشرق الأقصى الأولى، تحت قيادة المارشال كيريل ميريتسكوف (في شمال مانشوكو)، بما في ذلك:
- جيش الراية الحمراء الأول.
- الجيش الخامس.
- الجيش الخامس والعشرون.
- الجيش الخامس والثلاثون.
- الجيش الجوي التاسع.
- مجموعة عمليات تشوغويفسك.
- أسطول نهر آمور.

شملت جبهة ترانسبايكال الجيش الجوي الثاني عشر.
في الغزو السوفييتي لمنشوريا، قادت لبجبهة الهجوم على منشوريا المحتلة من قبل اليابان.  على الرغم من أن جيش كوانتونغ التابع للجيش الإمبراطوري الياباني كان لديه أكثر من مليون جندي، فشل المدافعون اليابانيون في صد الهجوم. وساعدت القوات المتحالفة مع منغوليا والصين القومية بقيادة تشيانج كاي شيك العملية السوفيتية. في 19 أغسطس، واصلت جبهة الشرق الأقصى هزيمتها لجيش كوانتونغ من خلال الاستيلاء على هاربن وموكدين. بحلول 21 أغسطس، استولى الجيش الأحمر على كل منشوريا تقريبًا، وتم الاستسلام النهائي لجيش كوانتونغ. 
في الفترة من 11 إلى 12 أغسطس 1945، تم إخراج فيلق البندقية رقم 87 من احتياطي الجبهة الشرقية القصوى الأولى، وتلقى أوامر جديدة للتحضير لعمليات الإنزال على جزيرة هوكايدو (اليابان)؛ ومع ذلك، فإن العملية المخطط لها لم تتم أبدًا، على الرغم من أن عناصر الفيلق رقم 87 شاركت في عمليات أخرى ضد القوات اليابانية.
في 30 سبتمبر 1945، تشكلت المنطقة العسكرية بريمورسكي (المقاطعات البحرية) على أراضي إقليم بريمورسكي (إقليم أوبلاست أوسوري السابق)، من مقر الجبهة الشرق الأقصى الأولى.  

## القادة
- مارشال الاتحاد السوفييتي فاسيلي ك. بلوخر (1 يوليو – 4 سبتمبر 1938)
- قائد الفيلق غريغوري شترن (أغسطس 1938؛ يوليو 1940 – يناير 1941)
- الفريق أول جوزيف أباناسينكو (يناير 1941 – أبريل 1943؛ منذ فبراير 1941 جنرال الجيش)
- الفريق أول ماكسيم بوركاييف (أبريل 1943 – أغسطس 1945؛ منذ أكتوبر 1944 جنرال الجيش)

## روابط خارجية
- ديفيد جلانتز، العملاق المتعثر، مطبعة جامعة كانساس، 1998 (لترتيب المعركة لعام 1941)